# Institut d'Estudis Penedesencs
L'Institut d'Estudis Penedesencs (IEP) és una entitat cultural fundada el 1977 amb la seu principal a Vilafranca del Penedès i secretaries a Vilanova i la Geltrú i al Vendrell. Treballa per a la investigació, l'estudi i la divulgació del patrimoni cultural, històric i científic. Se centra en l'àmbit territorial del Penedès històric, que correspon a les comarques administratives de l'Alt Penedès, el Baix Penedès, el Garraf i el seu entorn.
Entre les activitats que desenvolupa el 2014 hi ha la publicació de la Miscel·lània Penedesenca, més de 80 volums monogràfics, i el butlletí trimestral Del Penedès. També convoca els Premis Literaris Penedesencs i organitza les visites col·lectives Coneguem el Penedès pels municipis del Penedès.
El Govern de Catalunya li atorgà la Creu de Sant Jordi el 2014 «per l'interès de la tasca que du a terme aquest centre, dedicat a l'estudi, la promoció i la difusió del patrimoni cultural, històric i científic de les comarques de l'Alt Penedès, el Baix Penedès i el Garraf. A partir del 1977 ha projectat amb eficàcia aquest espai al conjunt del país, des del suport de la societat i la col·laboració amb les administracions».